# عنکبوت زمینی کوچک
عنکبوت‌های زمینی کوچک (Microstigmatidae) نام خانواده‌ای از عنکبوتها است.
این خانواده ۷ سرده و ۱۵ گونه را دربر می‌گیرد.